# Cryptotriton
Cryptotriton es un género de salamandras en la familia Plethodontidae, endémico de Centroamérica, con poblaciones localizadas en Oaxaca y Chiapas (México), en Alta Verapaz (Guatemala) y el noroeste de Honduras.

## Especies
Se reconocen las 7 siguientes según ASW:
- Cryptotriton alvarezdeltoroi (Papenfuss & Wake, 1987)
- Cryptotriton monzoni (Campbell & Smith, 1998)
- Cryptotriton nasalis (Dunn, 1924)
- Cryptotriton necopinus[2] McCranie & Rovito, 2014
- Cryptotriton sierraminensis Vásquez-Almazán, Rovito, Good, & Wake, 2009
- Cryptotriton veraepacis (Lynch & Wake, 1978)
- Cryptotriton xucaneborum[3] Rovito, Vásquez-Almazán, Papenfuss, Parra-Olea & Wake, 2015